# Epirrhoe orientata
Epirrhoe orientata är en fjärilsart som beskrevs av Otto Staudinger 1901. Epirrhoe orientata ingår i släktet Epirrhoe och familjen mätare. Inga underarter finns listade i Catalogue of Life.